# Simulog
SIMULOG (von Simulator und Logik) ist der Name für ein Lehrsystem für Unterrichtszwecke der Firma LD Didactic GmbH, mit dem elementare Logikschaltungen durch ein einfaches Stecksystem aufgebaut werden können.

## Technik

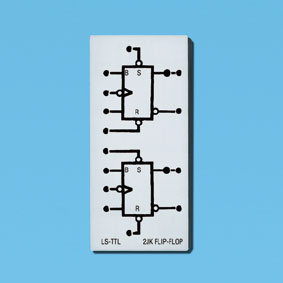
SIMULOG-Modul, 2-D-Flipflops

Es gibt eine Grundplatte mit Steckplätzen und eine Anzahl von Modulen mit Grundelementen von Logikschaltungen (Flipflops, Gatter, Halbaddierer, Volladdierer, Taktgeber etc.).
Alle benötigten Module werden auf die Grundplatte gesteckt, von der sie ihre Versorgungsspannung erhalten.

Mit den Modulen konnte ein Computer aufgebaut werden, der über acht Speicherzellen (mit je 8 Bit) für Programm und Daten verfügte (Nachbildung der Oberfläche mittels Simulator; gezeigt ist der Ablauf eines Programms, das die Summe der Zahlen von 1 bis 2 über eine Schleife ermittelt)

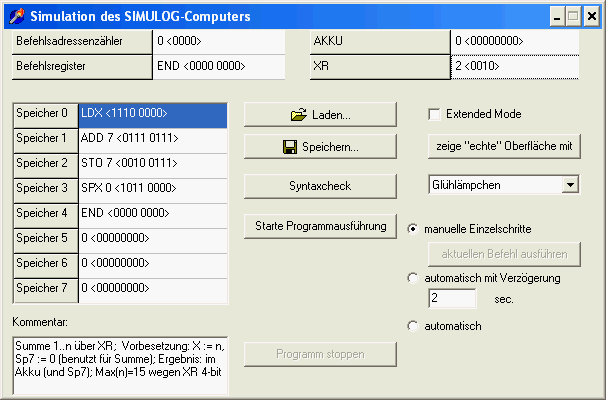
Die Windows-Oberfläche des Simulators für den oben gezeigten Programmablauf vermittelt einen Eindruck von der Maschinensprache

Jedes Modul enthält Buchsen für die wichtigen Ein- und Ausgänge und kann mit Hilfe von Kabeln mit anderen Modulen durch einfaches Stecken verschaltet werden. Damit lassen sich aus Flipflops und anderen Grundelementen höhere Logikschaltungen, wie beispielsweise Schieberegister oder Binärzähler, bis hin zu ganzen Rechenwerken, aufbauen. Die Ausgänge der Module werden durch Lämpchen oder heute mit Leuchtdioden angezeigt.

## Geschichte
Die Geschichte des Simulog begann in den späten 1960er Jahren. In den ersten Jahren wurden die Bausteine im Ausbildungslaboratorium der Badischen Anilin- und Soda-Fabrik (BASF) von E. Merkel entwickelt. Maßgeblich beteiligt war auch T. Ziegler. Zu dieser Zeit wurde das Simulog System vor allem von engagierten Physik- und Mathematiklehren eingesetzt, z. B. am Ludwigshafener Carl-Bosch-Gymnasium, dem die BASF die Bausteine als (Dauer-)Leihgabe zur Verfügung stellte.
Da ICs und LEDs damals noch nicht zur Verfügung standen, waren Logik-Gatter, Flipflops, Taktgeneratoren usw. in diskreter Schaltungstechnik (aus einzelnen Dioden, Transistoren usw.) zusammengesetzt, der Schaltzustand wurde mit Glühlämpchen dargestellt. Der Aufbau erfolgte in Sandwich-Bauweise: eine untere Platine enthielt die Elektronik und die beiden Stecker zur Stromversorgung, etwa 2 cm darüber war eine Deckplatte mit dem jeweiligen Schaltkreis-Symbol und den Buchsen für die Verbindung zu anderen Schaltkreisen montiert.
In den frühen 1970er Jahren wurde das System von der Firma Leybold-Heraeus übernommen und in Baukastenform als Unterrichtsmaterial für Schulen verfügbar gemacht. Technisch gesehen blieben die einzelnen Bausteine dabei zunächst unverändert, lediglich wurde die Sandwich-Bauweise durch ein voll umschließendes Kunststoffgehäuse abgelöst. Das begleitende Arbeitsbuch enthielt auf 600 Seiten eine umfassende Einführung in Boolesche Algebra sowie den Aufbau kombinatorischer und sequentieller Logik-Schaltungen, bis hin zu einfachen Computer-Rechenwerken.
Das Lehrsystem wurde danach stetig durch neue Module (Mikroprozessor, SPS, Verkehrsampel etc.) erweitert und wird auch heute noch für Lehrzwecke eingesetzt. Meist enthalten die Module heute die entsprechenden Integrierten Schaltkreise in TTL-Technik.